# Копитович, Борис (1994)
Бо́рис Копи́тович (черног. Борис Копитовић / Boris Kopitović; род. 17 сентября 1994, Подгорица) — черногорский футболист, защитник клуба «Явор».

## Карьера
Борис является воспитанником столичной «Будучност». В основном составе дебютировал 1 сентября 2012 года в гостевом матче против «Младости». В своём первом сезоне Копитович сыграл в 12 матчах. 30 мая 2015 года забил свой первый и единственный мяч за «Будучност», поразив ворота «Зеты» на 67-й минуте.
30 июля 2015 года переместился в Израиль и стал игроком клуба «Хапоэль» (Акко). Дебютировал 22 августа. В течение сезона выходил на поле практически в каждом матче чемпионата. Забил 3 гола за израильский клуб.
1 июля 2016 года вернулся в Черногорию и присоединился к текущему чемпиону страны — «Младости». В середине июля сыграл в матчах в квалификации Лиги чемпионов против болгарского «Лудогорца».
Борис ранее выступал за юношеские сборные Черногории до 17 и до 19 лет. С 2014 года — игрок молодёжной сборной.

## Достижения
- Вице-чемпион Черногории: 2012/13
- Обладатель Кубка Черногории: 2012/13